# Comuna Ieline, Snovsk
Ieline (în ucraineană Єліне) este o comună în raionul Snovsk, regiunea Cernihiv, Ucraina, formată din satele Bezuhlivka, Ieline (reședința), Mistkî și Mlînok.

## Demografie
Componența lingvistică a comunei Ieline
     Ucraineană (93,3%)
     Rusă (6,32%)
     Alte limbi (0,19%)
Conform recensământului din 2001, majoritatea populației comunei Ieline era vorbitoare de ucraineană (93,3%), existând în minoritate și vorbitori de rusă (6,32%).